# مانتالی
مانتالی (به لاتین: Mantaly) یک منطقهٔ مسکونی در ماداگاسکار است که در آمبیلوب واقع شده‌است. مانتالی ۱۴٬۴۲۰ نفر جمعیت دارد و ۲۳ متر بالاتر از سطح دریا واقع شده‌است.